# 永遠在一起／Million Films
《永遠在一起／Million Films》，是日本樂團可苦可樂的第11張單曲。2004年10月14日發行。

## 簡介
前作《DOOR》約5個月之後發行。可苦可樂首次親自擔任音樂製作人的單曲，也是從此開始，之後的唱片都是可苦可樂親自製作。
《永遠在一起》是小淵健太郎為朋友的婚禮所作的歌曲（新郎是可苦可樂的演唱會工作人員；新娘本身是音樂人，也是可苦可樂的support成員），小淵在婚禮舉行前不久才用很短的時間創作出這首歌。至今這首歌已經成為日本的一首婚禮定番歌曲。
《Million Films》被用作NTT西日本電報的印象歌曲。三年後（2007年）再被起用為卡樂B薯片的電視廣告歌曲，引起巨大的話題性。
《從這裡》是為了紀念可苦可樂的電台節目最終話的播放而作的歌曲。
實際上的3A單曲，但《從這裡》不及其它兩曲常被演唱。精選輯《ALL SINGLES BEST》也只收錄了前兩曲。
單曲的實體CD銷量取得突破，自出道曲《YELL／Bell》以來首次在Oricon公信榜進入前十位，最高排行第6位。在榜時間長達99週。
2007年5月30日，日本電視台全國直播著名藝人陣內智則和藤原紀香的婚宴。陣內智則在婚宴上自彈自唱了《永遠在一起》向妻子藤原紀香「要一輩子守護你」（雖然他們最終離婚了）。受此感人的場面的影響，可苦可樂的這張單曲再次進入Oricon公信榜，精選輯也持續熱賣。《永遠在一起》在網絡付費下載上的表現更是驚人，不論是手機片段下載還是全曲下載的下載量均超過100萬次，連演唱會版本的下載量都超過10萬次。

## 收錄曲目
1. 永遠在一起（永遠にともに）
作詞、作曲：小淵健太郎
2. Million Films
作詞、作曲：小淵健太郎
3. 從這裡（ここから）
作詞、作曲：小淵健太郎
4. 永遠在一起 (Instrumental)
5. Million Films (Instrumental)
6. 從這裡 (Instrumental)

## 銷售認證
CD
- 金

永遠在一起
- Million（片段下載）
- Million（全曲下載）
- 金（LIVE Ver. 2006，全曲下載）
- 金（PC下載）

Million Films
- 白金（全曲下載）

作出以上認證的機構均為日本唱片協會

## 外部連結
- 永遠在一起／Million Films （页面存档备份，存于）